# ثورة اليونان 1922

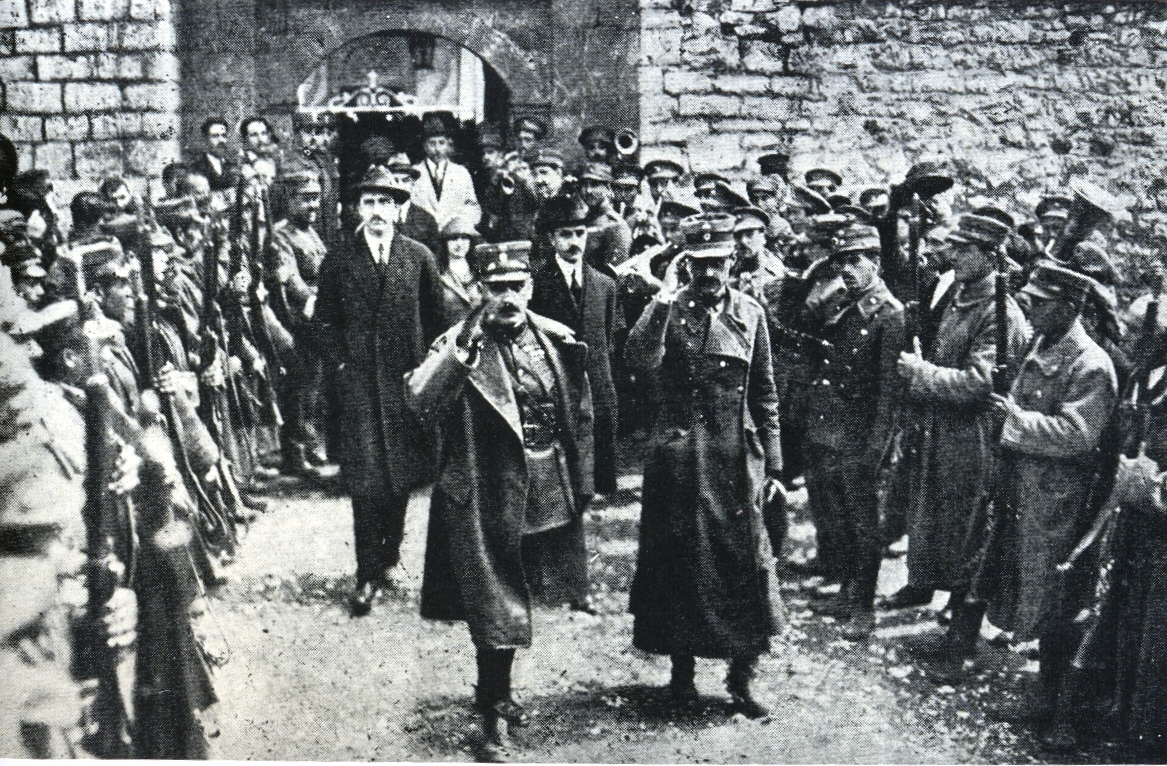
بلاستيراس غوناتاس وجورجيوس باباندريو، 1922، في موسونيتسا.

ثورة اليونان 1922 أو ثورة 11 سبتمبر 1922 (باليونانية: Επανάσταση της 11ης Σεπτεμβρίου 1922[)، كانت ثورة اليونان والتي وقعت بتاريخ 11 سبتمبر 1922، سببها خروج الجيش اليوناني من الحرب التركية اليونانية مهزومين، وأنتشر التمرد للجيش اليوناني والتي أدت إلى إجبار ملك اليونان قسطنطين الأول على التنازل عن الحُكم.